# Locomotiva Bayard
La locomotiva Bayard è una delle locomotive a vapore costruite come prima dotazione della ferrovia Napoli-Portici. È stata per alcuni decenni considerata la prima locomotiva italiana.

## Storia
Le prime locomotive entrate in esercizio sulla linea furono costruite da R. B. Longridge and Company, uno stabilimento metalmeccanico fondato nel 1785 a Bedlington nel Northumberland, di cui era proprietario Michael Longridge, un collaboratore di Robert Stephenson. Il Longridge era proprietario anche della fonderia Bedlington Ironworks, pioniere della costruzione delle rotaie in ferro.
Secondo alcuni documenti di fonte aziendale le prime locomotive presenti sulla Napoli-Portici furono:
1. Locomotiva a vapore Longridge, arrivata il 3 ottobre 1839, che trainò il treno di servizio ("treno staffetta")
2. Locomotiva a vapore Vesuvio, arrivata il 3 ottobre 1839 che trainò il primo treno inaugurale
3. Locomotiva a vapore Bayard, numero di fabbrica 120 arrivata il 1º dicembre 1839
Il nome Bayard fu attribuito alla locomotiva in onore dell'ingegner Armand Joseph Bayard de la Vingtrie, a cui il re Ferdinando II aveva affidato, insieme ad altri soci, la concessione della costruzione della linea ferroviaria da Napoli a Nocera Inferiore, di cui il primo tronco fu quello fino a Granatello di Portici.
Nel 1849 il parco locomotive della società, e presumibilmente anche la Bayard, veniva giudicato in pessime condizioni.
Non si conosce l'anno di radiazione della macchina, che si stima essere avvenuta prima del 1865. Di certo non la riporta l'album ufficiale delle Strade Ferrate Romane del 1878, che pure presenta e descrive altre macchine ex napoletane confluite nel parco di quell'azienda. Documenti delle Strade Ferrate Meridionali del 1887 indussero a ritenere che in quell'anno esistesse ancora la locomotiva "Vesuvio".

## Caratteristiche
Le locomotive di prima dotazione sono del tipo"Patentee" studiato da Stephenson e collaboratori e introdotto con la locomotiva eponima nel 1834. La Bayard aveva due cilindri interni di 356 x 425 mm e una pressione in caldaia di 3,5 kg/cm²; la sua velocità massima era di 50 km/ora. A 60 km/h sviluppava una potenza di 65 CV.
La replica della Bayard è molto simile alla replica della locomotiva Der Arend, costruita a Longridge nel 1839 col numero di fabbrica 119, conservata nel Museo ferroviario di Utrecht.

## La riproduzione del Centenario
Nel 1939, in occasione delle manifestazioni indette per celebrare il centenario della ferrovia Napoli-Portici, l'Officina di Porta al Prato di Firenze delle Ferrovie dello Stato eseguì una riproduzione funzionante della Bayard, che venne usata per la manifestazione ufficiale insieme alle ricostruzioni delle carrozze del treno inaugurale. In quell'occasione esso raggiunse senza difficoltà i 60 km/h "lasciando meravigliati gli stessi tecnici che lo avevano ricostruito".
Esposta dal 1954 al 1964 nel soppresso Museo ferroviario della stazione di Roma Termini e dopo la sua chiusura nella Sezione Ferroviaria del Museo nazionale della scienza e della tecnica "Leonardo da Vinci" di Milano, in occasione delle manifestazioni per il 150º anniversario fu restaurata e rimessa in funzione a cura dell'officina del deposito locomotive di Cremona, e poi destinata al Museo nazionale ferroviario di Pietrarsa dove da allora è esposta al pubblico.
Fu realizzata la copia della Bayard, terza locomotiva entrata in funzione, anziché della Vesuvio per la disponibilità dei disegni costruttivi della sola Bayard, che erano stati pubblicati nell'appendice di Stefano Mililotti al trattato di Charles-Joseph Minard Lezioni fatte sulle strade di ferro nel 1833-1834 alla Scuola di Ponti e Strade da M. Minard, professore.
Un tentativo di ricostruzione dell'aspetto esteriore della Vesuvio, basato anche sui quadri di Salvatore Fergola raffiguranti l'inaugurazione della Napoli-Portici, è in Gian Franco Ferro, Il disegno della locomotiva italiana. Locomotive del passato, in Tutto treno, 6 (1993), n. 55, inserto di 4 pagine e tavole non numerate.

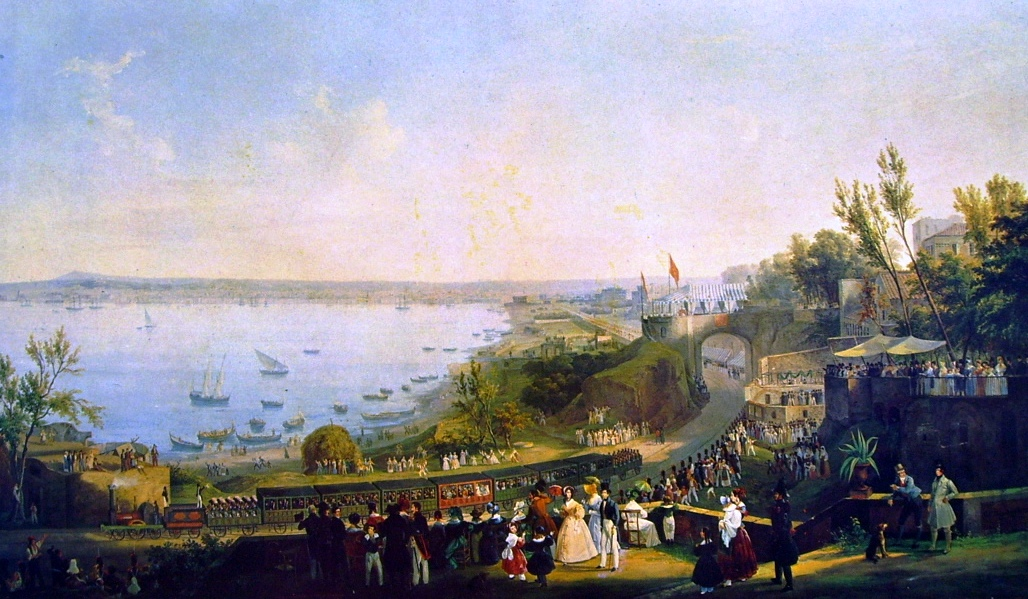
Quadro di Salvatore Fergola dell'inaugurazione della Napoli-Portici. Il treno è trainato dalla Vesuvio

## Riproduzioni fermodellistiche
Tra le riproduzioni fermodellistiche si citano quelle prodotte dalle ditte Pocher e Rivarossi.
Tra quelle eseguite da privati si cita il modello realizzato dal capotecnico delle Ferrovie dello Stato Giorgio Mastrini, in scala 1:32, in metallo e funzionante a vapore.

### Fonti a stampa
- Stefano Mililotti, Appendice sulla strada di ferro da Napoli a Nocera e Castellammare, Napoli, Stamperia e cartiera del Fibreno, 1840, digitalizzazione: Claude-Joeph Minard, Lezioni fatte sulle strade di ferro nel 1833-1834 alla Scuola di ponti e strade, Prima versione italiana, corredata di note ed aggiunte, e di un'appendice Sulla strada di ferro da Napoli a Nocera e Castellammare, da Stefano Mililotti, Napoli, dalla Stamperia e cartiera del Fibreno, 1840

### Storiografia e complementi
- Uberto Bajocchi, Tre ottobre 1839, in Rivista tecnica delle ferrovie italiane, a. 29, 57 (1940), n. 5, pp. 193–214 e tavv. f. t. XIV-XVI. Rist. in La tecnica professionale, n. s. 16 (2009), n. 9, pp. 7–30
- Manlio Diegoli, La trazione a vapore, in Ingegneria Ferroviaria, (1961), n. 7-8
- Giuseppe Vicuna, Organizzazione e tecnica ferroviaria, Roma, Collegio Ingegneri Ferroviari Italiani, 1968, pp. 338–339
- Luigi De Rosa (storico), Iniziativa e capitale straniero nell'industria metalmeccanica del Mezzogiorno. 1840-1904, Napoli, Giannini, 1968
- Italo Briano, Storia delle ferrovie in Italia, Milano, Cavallotti, 1977; v. Le vicende, pp. ; v. La tecnica 1
- Luciano Greggio, Le locomotive a vapore. Modelli di tutto il mondo dalle origini ad oggi con dati tecnici, Milano, Mondadori, 1977
- Nicola Ostuni, Iniziativa privata e ferrovie nel Regno delle Due Sicilie, Napoli, Giannini, 1980
- Antonio Gamboni, Paolo Neri, Napoli-Portici. La prima ferrovia d'Italia. 1839, Napoli, Fausto Fiorentino Editrice, 1987, p. 144
- Gian Guido Turchi, Terza fu la Bayard, in I Treni Oggi, 10 (1989), n. 89, pp. 20–21
- Il segreto della "Bayard", in I Treni Oggi, 10 (1989), n. 93, pp. 27–31
- Gian Franco Ferro, Il disegno della locomotiva italiana. Locomotive del passato, in Tutto treno, 6 (1993), n. 55, inserto di 4 pagine e tavole non numerate
- Giovanni Cornolò, Locomotive a vapore FS, Parma, Ermanno Albertelli, 2. ed., 1998, ISBN 88-85909-91-4
- Ugo Carughi, Ermanno Guida, Alfredo Cottrau 1839-1898. L'architettura del ferro nell'Italia delle grandi trasformazioni, Napoli, Electa, 2003, ISBN 88-510-0049-2

### Siti web
- La Rivoluzione industriale. Auto e ferrovie, su vittorininet.it. URL consultato il 15 maggio 2012 (archiviato dall'url originale il 24 aprile 2014).
- La prima stazione della ferrovia Napoli-Portici: Napoli al Carmine, su lestradeferrate.it. URL consultato l'11 giugno 2025 (archiviato il 12 ottobre 2024).
- (EN) The Naples Railway Museum, su internationalsteam.co.uk. URL consultato l'11 giugno 2025 (archiviato il 7 gennaio 2009).
- (EN) The Utrecht Railway Museum, su internationalsteam.co.uk. URL consultato l'11 giugno 2025 (archiviato il 19 gennaio 2012).
- Museo Virtuale Rivarossi, su grafzeppelin.it.: Sito amatoriale che tributa un omaggio alla riproduzione della Bayard realizzata nel 1989 dalla Rivarossi - Il Treno.